# Ліберозе/Обершпреевальд (об'єднання громад)
51°54′37″ пн. ш. 14°07′14″ сх. д. / 51.910222222222° пн. ш. 14.120416666667° сх. д.
Ліберозе/Обершпреевальд — об'єднання громад («колективний муніципалітет») в окрузі Даме-Шпреевальд, Бранденбург, Німеччина. Його центр знаходиться в місті Ліберозе.
Об'єднання громад Ліберозе/Обершпреевальд складається з таких муніципалітетів:
1. Альт-Цаухе-Вусверк
2. Білеґуре-Білен
3. Ямліц
4. Ліберозе
5. Ной-Цаухе
6. Швілохзее
7. Шпреевальдгайде
8. Штраупіц

## Демографія
- Розвиток населення з 1875 року в поточних кордонах (синя лінія: населення; пунктирна лінія: порівняння з розвитком населення землі Бранденбург; сірий фон: час нацистського правління; червоний фон: час комуністичного правління)
- Останні зміни чисельності населення та прогнози (Розвиток населення до перепису 2011 р. (синя лінія); Останні зміни населення за даними перепису населення в Німеччині 2011 р. (обведена синьою лінією); Офіційні прогнози на 2005-2030 рр. (жовта лінія); на 2020-2030 рр. (зелена лінія) лінія); на 2017-2030 роки (червона лінія)